# Vampires will never hurt you
«Vampires Will Never Hurt You» (en español, «Los vampiros nunca te lastimarán») es el primer sencillo y tercera canción del álbum conceptual I Brought You My Bullets, You Brought Me Your Love, del grupo My Chemical Romance.

## Video musical
En el video, dirigido por Mark Debiak, se puede observar a la banda tocando la canción en un cuarto oscuro, con apariencia de vampiros. La habitación fue pintada por Gerard Way y Frank Iero, y tiempo después los dos enfermaron por respirar mucho la pintura que utilizaron. En el video se puede observar a Frank Iero con rastas en el cabello. El video fue grabado junto con el disco I Brought You My Bullets, You Brought Me Your Love, en 2002. El video musical está inspirado en la película expresionista alemana El gabinete del doctor Caligari.

## Significado
El significado de las letras de la canción fue explicado por la banda como una crítica metafórica a la sociedad. Los vampiros representan a los seres humanos codiciosos y ambiciosos, y a las personas que desea utilizar a otras para su propio enriquecimiento.

## Miscelánea
- Legion of Doom, un grupo de mashup, combinó esta canción con «The shooting star that destroyed us» de A Static Lullaby, creando la canción «Destroy all vampires» en su álbum Incorporated.
- My Chemical Romance ha cantado en vivo esta canción más lentamente, produciendo un sonido completamente distinto (ver grabación).

## Lista de canciones
1. «Vampires Will Never Hurt You»
2. «Skylines And Turnstiles»
3. «Cubicles» (demo)